# Пам'ятник Паніковському (Київ)
Пам'ятник літературному персонажу Паніковському — пам'ятник персонажу роману Ільфа і Петрова «Золоте теля», Михайлові Самуельовичу Паніковському, споруджений на тому місці, де за текстом роману, він на початку XX ст. займався шахрайством, вдаючи з себе сліпого та ошукуючи довірливих перехожих. Відкриття пам'ятника відбулося 31 травня 1998 року.
Прототипом скульптурного образу став актор Зиновій Гердт, який виконав роль Паніковського у знятому за романом фільмі «Золоте теля» (1968) режисера Михайла Швейцера.
Автори пам'ятника — скульптори Володимир Щур та Віталій Сівко, архітектор — Володимир Скульський.

## Опис

Голова пам'ятника.

Бронзову скульптуру встановлено на низькому плінті та постаменті, облицьованому плиткою. Герой роману має портретні риси актора Зиновія Гердта (виконавця ролі Паніковського) і одягнений у свій «літературний» костюм: капелюх-канотьє, вузькі коротенькі штанці, старі черевики з погано зав'язаними шнурками, затісний піджак, з-під якого виглядає високий комірець манішки та вузол краватки. Його приплющені очі ховаються за окулярами, голова відкинута назад; у правій руці Паніковський тримає паличку, якою наче намацує дорогу, ліва простягнута назад у пошуках чужої кишені.
Ліва нога сліпого норовить наступити на монету, а на підошві лівого черевика розташоване зображення дулі, яке можна побачити за допомогою дзеркальця.
Висота скульптури становить 1,96 м, висота плінта — 0,08 м, постаменту — 0,30 м.